# Luigi Roth
Luigi Roth (Milano, 1º novembre 1940) è un dirigente d'azienda italiano.

## Biografia
Luigi Roth si è laureato in Economia e Commercio presso l'Università Commerciale “Luigi Bocconi” di Milano. Ha iniziato la sua carriera manageriale nel Gruppo Pirelli e dopo aver ricoperto le cariche di direttore generale e amministratore delegato presso diverse aziende, nel 1986 diviene amministratore delegato di Ernesto Breda S.p.A.
Dal 1993 al 2001 è stato presidente ed amministratore delegato della Breda Costruzioni Ferroviarie S.p.A.
Dal 1996 al 1998 è stato presidente della Società Ferrovie Nord Milano S.p.A., dal 1998 al 2000 amministratore delegato dell'Ansaldo Trasporti S.p.A., dal 2004 al 2007 vice presidente in Cassa Depositi Prestiti S.p.A. 

È stato presidente della Fondazione Fiera Milano dal 2001 al 2009. Nel 2005 riceve, a nome della Fondazione, l'EPIC – European Property Italian Conference Special Award per il nuovo modello di progettazione e gestione trasparente del Bando di Gara internazionale adottato per la riqualificazione del quartiere storico di Fiera Milano. Nel 2007/2008 il rapporto di sostenibilità del Polo fieristico, comprendente iniziative di responsabilità economica, sociale e ambientale, viene certificato come conforme allo standard internazionale AA1000AS.
Dal 2006 al 2009 è stato vice presidente di Terna Participações S.A., società controllata da Terna S.p.A.. Dal 2005 al 2014 è stato Presidente di Terna S.p.A.
Dal 2007 è consigliere d’amministrazione indipendente del Gruppo Pirelli, dal maggio 2012 è Presidente di Alba Leasing S.p.A.
Da maggio 2013 è componente della giunta nazionale di Confindustria, in rappresentanza di ANIE.
A settembre 2013 è stato nominato presidente del Gruppo Lombardo e componente del Consiglio Direttivo Nazionale 2013-2016 della Federazione Nazionale dei Cavalieri del Lavoro.
Dal 20 dicembre 2021 Luigi Roth è il nuovo Presidente di Autostrada Pedemontana Lombarda